# Aborto na Alemanha
Na Alemanha, o aborto é tecnicamente permitido até o final do primeiro trimestre de gestação, com a necessidade de acompanhamento psicológico. Em casos excepcionais, o aborto é feito em qualquer momento da gestação.

## História
A discussão sobre a legalização do aborto na Alemanha iniciou-se em larga escala durante o início do século XX. Durante a República de Weimar, essa discussão acarretou na redução da pena máxima para o crime de aborto e, em 1927, por decisão da corte suprema do país, na legalização da prática em casos de risco à vida da mulher.
Durante a Alemanha Nazista, as penas para o aborto aumentaram novamente. A partir de 1943, o aborto foi ameaçado com pena de morte quando cometido por mulheres arianas. Porém, em muitos casos, o aborto foi forçado em outros povos que eram considerados indesejados.[carece de fontes?]
Depois da Segunda Guerra Mundial, o aborto se manteve ilegal nas duas Alemanhas. A Alemanha Ocidental consolidou a proibição ao aborto com leis próprias em 1927, enquanto que a Alemanha Oriental abriu exceções para alguns casos em 1950. Na Alemanha do Ocidente, os requisitos para abortar eram rígidos, fazendo muitas mulheres irem até outros países que não eram tão restritos, entre eles, a Holanda.
Em 1972, a Alemanha Oriental legalizou o aborto até as primeiras 12 semanas de gestação. A Alemanha Ocidental seguiu o exemplo em 1974, mas a lei foi derrubada pelo Tribunal Constitucional Federal da Alemanha por violar os direitos humanos previstos na na Constituição. O ato considerou que o nascituro tem direito a nascer e que abortá-lo seria considerado um crime contra a vida.
As duas leis precisaram ser conciliadas durante a Reunificação da Alemanha. A nova lei sobre aborto foi feita pelo Bundestag em 1992 e permitiu a prática no primeiro trimestre de gestação sem necessidade de motivação, sendo apenas necessário acompanhamento psicológico e espera de pelo menos três dias depois da solicitação. A lei foi logo contestada por alguns estados alemães e o Tribunal Constitucional Federal da Alemanha se posicionou a favor da proteção da vida desde a concepção, mas afirmou que não se deve punir o aborto cometido até à 12ª semana de gestação.[carece de fontes?] desde que a mulher passe por acompanhamento para fazê-la desistir da ideia. Em 1995, o Estado aprovou uma lei que fez com que o aborto não fosse mais feito pela rede pública de saúde, exceto para mulheres de baixa renda.
Como resultado da discussão, em 1976, a Alemanha Ocidental legalizou o aborto terapêutico durante as doze primeiras semanas de gestação apenas em casos de risco de vida, estupro ou razões psicológicas desde que aprovado por médicos. Como exemplo notório da aplicação da lei em casos de violação, em 1989 um médico de Baviera foi condenado a dois anos e meio de prisão e 137 de seus pacientes foram multados por não cumprir as requisições para abortar.